# Nagyesztergár megállóhely
Nagyesztergár megállóhely egy megszűnt Veszprém vármegyei vasúti megállóhely, melyet a MÁV üzemeltetett Nagyesztergár településen. A község központjától bő 2 kilométerre északra helyezkedett el, külterületek között, ahol csak mezőgazdasági utakon lehetett megközelíteni.

## Vasútvonalak
A megállóhelyet az alábbi vasútvonalak érintették:
- Zirc–Dudarbánya-vasútvonal

## Kapcsolódó állomások
A megállóhelyhez az alábbi állomások vannak a legközelebb:
- Kardosrét megállóhely (Zirc vasútállomás, Zirc–Dudarbánya-vasútvonal)
- Dudar megállóhely (Dudar vasútállomás, Zirc–Dudarbánya-vasútvonal)